# ذباباوات
الذباباوات (الاسم العلمي: Muscinae) هي أسرة من الحشرات تتبع فصيلة الذبابية من رتبة الذوات الجناحين          .	